# Аббасабад-е Піязі
Аббасабад-е Піязі (перс. عباس ابادپيازي) — село в Ірані, у дегестані Гакімабад, у Центральному бахші, шахрестані Зарандіє остану Марказі. За даними перепису 2006 року, його населення становило 303 особи, що проживали у складі 75 сімей.

## Клімат
Середня річна температура становить 15,00 °C, середня максимальна – 34,06 °C, а середня мінімальна – -7,04 °C. Середня річна кількість опадів – 260 мм.
| Клімат поселення                              | Клімат поселення | Клімат поселення | Клімат поселення | Клімат поселення | Клімат поселення | Клімат поселення | Клімат поселення | Клімат поселення | Клімат поселення | Клімат поселення | Клімат поселення | Клімат поселення | Клімат поселення |
| Показник                                      | Січ.             | Лют.             | Бер.             | Квіт.            | Трав.            | Черв.            | Лип.             | Серп.            | Вер.             | Жовт.            | Лист.            | Груд.            |                  |
| Середній максимум, °C                         | 10,08            | 12,53            | 17,06            | 23,23            | 27,68            | 32,89            | 34,06            | 32,76            | 28,83            | 23,12            | 16,54            | 10,35            |                  |
| Середня температура, °C                       | 1,52             | 3,97             | 8,49             | 14,67            | 19,11            | 24,34            | 27,76            | 26,46            | 22,53            | 16,81            | 10,24            | 4,06             |                  |
| Середній мінімум, °C                          | −7,04            | −4,59            | −0,06            | 6,11             | 10,56            | 15,76            | 21,46            | 20,17            | 16,24            | 10,52            | 3,95             | −2,24            |                  |
| Норма опадів, мм                              | 36               | 36               | 46               | 32               | 23               | 4                | 2                | 1                | 1                | 16               | 26               | 37               |                  |
| Середньомісячна швидкість вітру, м/с          | 1.85             | 2.14             | 3.29             | 3.47             | 3.12             | 2.98             | 3.09             | 2.81             | 2.42             | 2.36             | 1.80             | 1.98             |                  |
| Середньомісячна сонячна радіація, кДж/м²·день | 8911             | 11644            | 14176            | 17808            | 21852            | 25761            | 25414            | 23126            | 19704            | 14411            | 10611            | 8458             |                  |
| --------------------------------------------- | ---------------- | ---------------- | ---------------- | ---------------- | ---------------- | ---------------- | ---------------- | ---------------- | ---------------- | ---------------- | ---------------- | ---------------- | ---------------- |
| Джерело:                                      |                  |                  |                  |                  |                  |                  |                  |                  |                  |                  |                  |                  |                  |